# Škorpioni (paramilitární jednotka)
Škorpioni (cyrilicí Шкорпиони) byla srbská polovojenská jednotka aktivní během jugoslávských válek. Podílela na válečných zločinech během války v Chorvatsku, Bosně a Hercegovině a Kosovu. Po válkách byli čtyři členové jednotky shledáni vinnými ze zabití šesti vězňů během masakru ve Srebrenici v červenci 1995 a pět bylo shledáno vinnými ze zabití čtrnácti civilistů, většinou žen a dětí, během masakru v Podujevu v březnu 1999.

## Historie
Škorpiony založil v roce 1991 Jovica Stanišić, šéf srbské státní bezpečnostní služby, který udržoval tajné kontakty s Ústřední zpravodajskou službou. Začali jako běžná jednotka Jugoslávské lidové armády (JNA) a ztotožňovali se s Četniky. V polovině roku 1991 se k jednotce připojily desítky mužů a jednotka, původně složená ze Srbů z východní Slavonie, zahájila svou činnost během bitvy u Vukovaru na konci roku 1991. Vedli ji dva bratři, Slobodan a Aleksandar Medić, a jméno dostala po jejich oblíbené zbrani — samopalu vz. 61 Škorpion. Jednotka byla jednou z několika stovek ozbrojených skupin využívaných bosenskosrbskými a chorvatskosrbskými vojenskými orgány za účelem terorizování nesrbského obyvatelstva v Republice srbské a Republice Srbská Krajina. V roce 1992 přešli Škorpioni pod velení srbské krajinské armády.
Součástí srbského ministerstva vnitra se Škorpioni stali někdy v roce 1995. V červenci 1995 se zúčastnili masakru ve Srebrenici a natočili popravu šesti bosenských muslimů poblíž vesnice Trnovo, pojmenovanou Škorpioni, Domácí film (Шкорпиони, кућни филм; Škorpioni, kućni film). V roce 2021 byl poblíž Kalinoviku, v oblasti působení Škorpionů, potvrzen hromadný hrob s nejméně 10 obětmi ze Srebrenice.
Během války v Kosovu spadali pod velení speciální protiteroristické jednotky (SAJ). V březnu 1999 byli zapojeni do masakru v Podujevu. Výsledkem masakru byla smrt 14 kosovských Albánců, většinou žen a dětí. Po jugoslávských válkách se většina vojáků, kteří za Škorpiony bojovali, přesunula do města Šid. Někteří zůstali ve Vukovaru.